# Cima del Camossaro
La cima del Camossaro (1.453 m s.l.m.) è una montagna delle Alpi Pennine, in Piemonte. 

## Geologia
La montagna è geologicamente caratterizzata dalla presenza di rocce basiche intercalate a gneiss. Sul Camossaro è nota da tempo la presenza di zoisite, anche nella sua varietà thulite; questi minerali sono stati rinvenuti nei pressi della Sella di Rolate, sul versante sud della montagna. Verso il Colle del Ranghetto esiste invece un giacimento di limonite.

## Caratteristiche

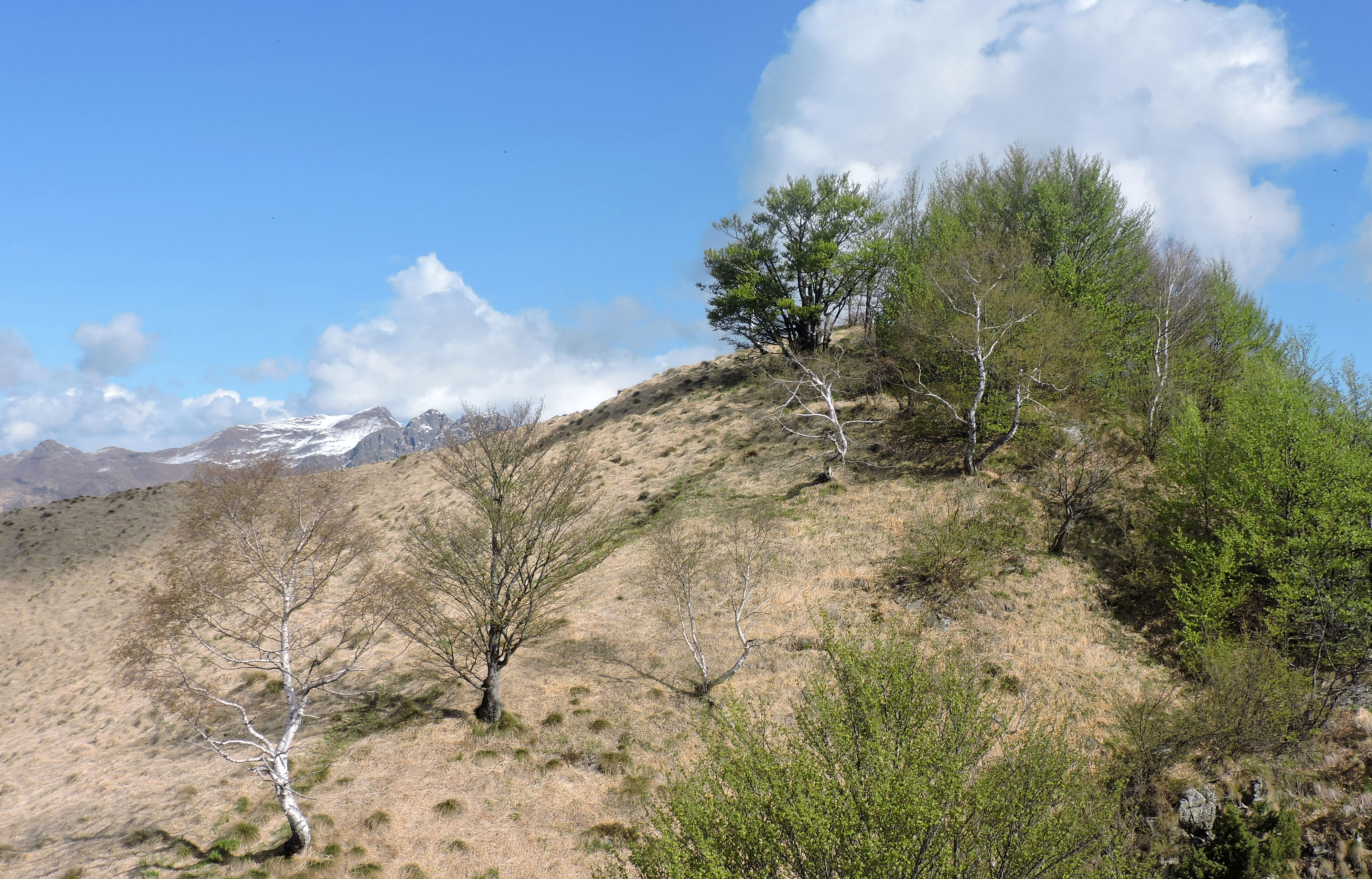
La sommità della montagna

La montagna appartiene alle Alpi Cusiane ed è la principale elevazione di una costiera montuosa che divide tra loro due valloni laterali della val Mastallone, quello di Nono (ex-comune di Camasco, a sud) e quello del torrente Bagnola (che passa nei pressi di Cervarolo). È collocato a breve distanza dal crinale che divide la Valsesia dalla conca del Lago d'Orta. I fianchi della montagna sono coperti di boschi misti di conifere e latifoglie, mentre nei pressi della cima si apre una zona quasi priva di vegetazione arborea. Il Camossaro amministrativamente appartiene al comune di Varallo. La sua cima costituisce un ottimo punto di vista sul Monte Rosa e su altre montagne della zona.

## Accesso alla vetta

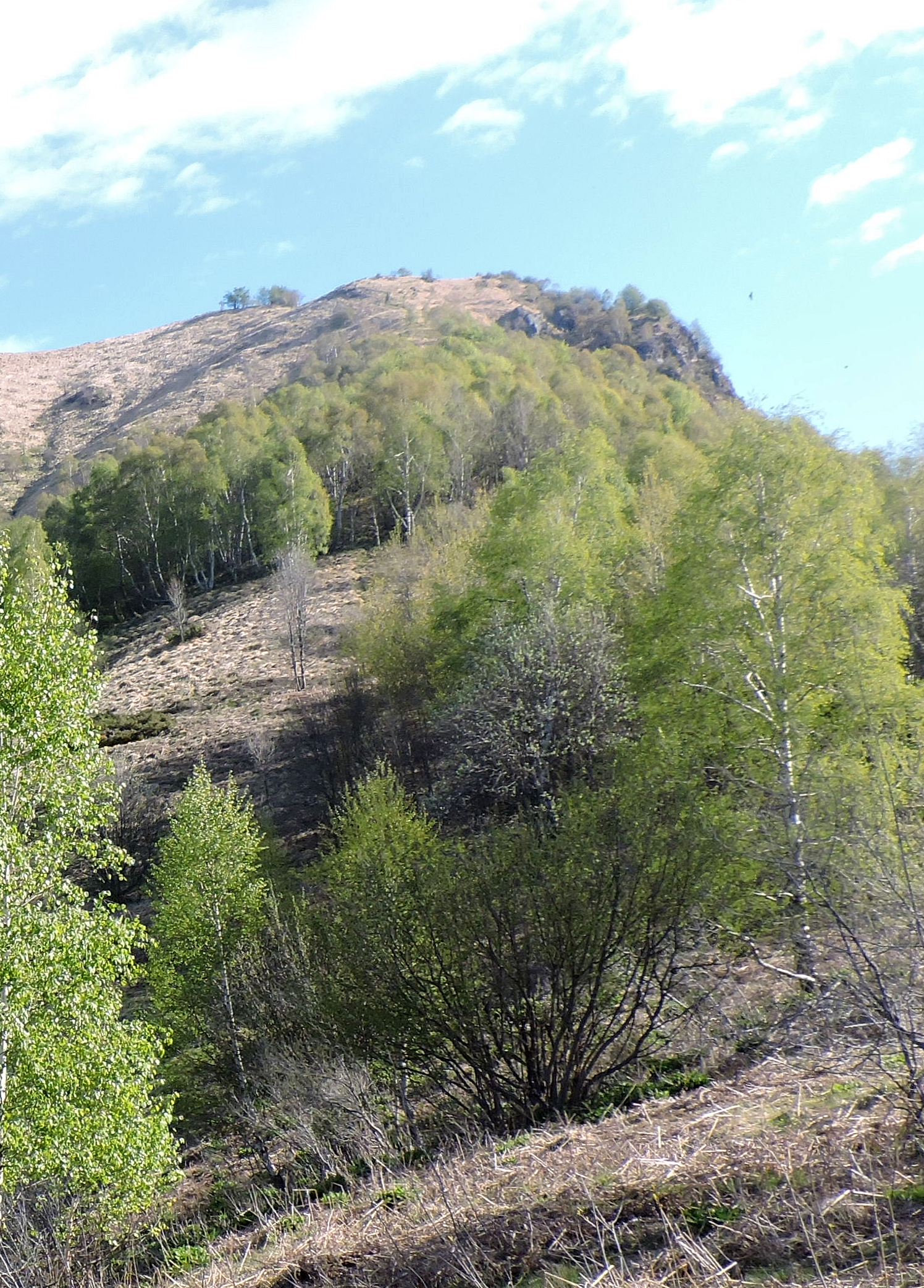
Vista da sud

Per salire sul Camossaro si può partire da Camasco, passando per la Sella di Rolate, oppure del Colle del Ranghetto, a sua volta raggiungibile oltre che da Camasco - con una strada sterrata - anche da Quarna Sotto, situata nella conca del Lago d'Orta. Queste vie di salita sono considerate di difficoltà escursionistica di tipo E.